# Sportella recondita
Sportella recondita is een tweekleppigensoort uit de familie van de Sportellidae. De wetenschappelijke naam van de soort is voor het eerst geldig gepubliceerd in 1872 door Fischer P. in de Folin.